# Национальный университет Асунсьона
Национальный университет Асунсьона (исп. Universidad Nacional de Asunción, UNA) — старейший государственный университет Парагвая, основанный в 1889 году. Главный кампус и старейшие факультеты университета расположены в Сан-Лоренсо, городе-спутнике Асунсьона.

## Структура
На сегодняшний день в составе университета действуют следующие факультеты:
- Факультет юридических и общественных наук
- Факультет медицины
- Факультет стоматологии
- Факультет инженерного дела
- Факультет экономики
- Факультет химических наук
- Факультет философии
- Факультет ветеринарии
- Факультет сельского хозяйства
- Факультет архитектуры, дизайна и искусства
- Политехнический факультет
- Факультет точных и естественных наук

Также к университету относятся четыре института, два центра, колледж и т.д.

## Известные выпускники
- Дуарте Фрутос, Оскар Никанор — президент Парагвая в 2003-2008 годах.
- Лойзага, Эладио — парагвайский дипломат, министр иностранных дел с 2013 г.
- Пайва, Феликс — президент Парагвая в 1937-1939 годах.
- Франко, Федерико — президент Парагвая c 2012 года.

## Известные преподаватели
- Баэс, Сесилио — парагвайский государственный деятель, временный президент Парагвая. Декан юридического факультета, впоследствии ректор, почётный Вечный ректор.
- Высоколян, Степан Леонтьевич — учёный и военачальник российского происхождения, белоэмигрант. Возглавлял кафедры физико-математических и экономических наук.
- Эстигаррибия, Хосе Феликс — политик и дипломат. Дважды был министром иностранных дел Парагвая.
- Айяла, Эусебио — парагвайский политик, дважды президент Парагвая.